# Gran Premio motociclistico delle Nazioni 1973
Il Gran Premio motociclistico delle Nazioni 1973 fu il quarto appuntamento del motomondiale 1973. Si svolse il 20 maggio 1973 all'autodromo nazionale di Monza, ed erano in programma tutte le classi.
La giornata si aprì alle 9.00 con una gara del campionato italiano juniores della classe 250. Seguì alle 10.00 la classe 50, agevolmente dominata dalle Kreidler ufficiali di Jan de Vries e Bruno Kneubühler.
La classe 125 (in programma alle 11.00) vide la quarta vittoria consecutiva stagionale di Kent Andersson.
La gara della classe 350 (ore 14.00) fu caratterizzata dal duello tra Giacomo Agostini e Renzo Pasolini: il romagnolo, partito male (15º al primo giro), recuperò fino ad andare in testa, segnando il record sul giro ad oltre 200 km/h, prima di ritirarsi per un "dritto" alla parabolica (conseguenza di un grippaggio).

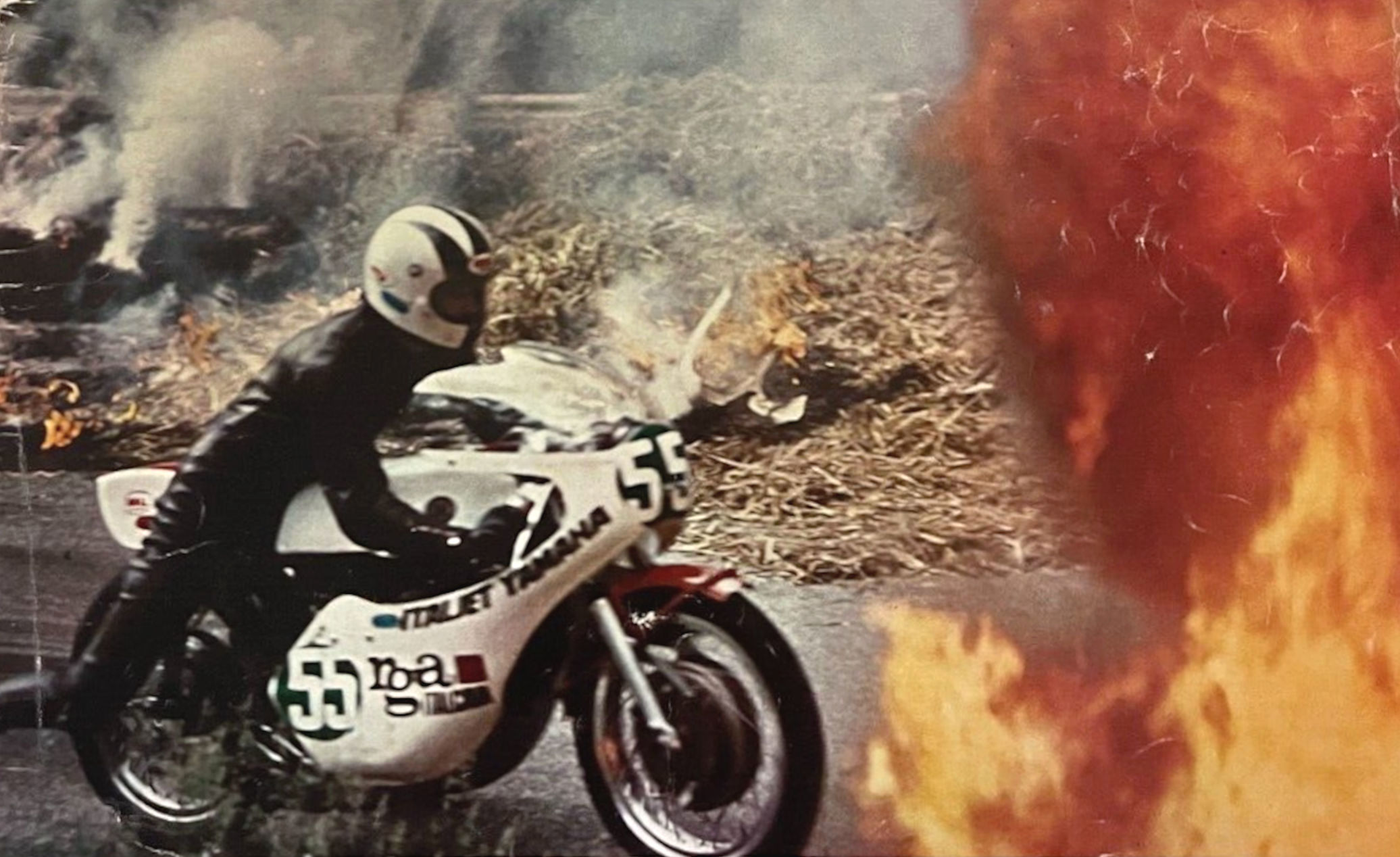
L'incidente al via della gara della classe 250, in cui morirono Renzo Pasolini e Jarno Saarinen.

Al primo giro della gara della classe 250 (ore 15.15) l'Harley-Davidson di Pasolini, impostando il "curvone", perse aderenza scivolando: sia il "Paso" che la moto si schiantarono contro il guard-rail. La moto perse la sella e il serbatoio (che sparse miscela sulle balle di paglia poste a protezione dei guard-rail, incendiandole), rimbalzando poi in pista centrando in pieno Jarno Saarinen, che sopraggiungeva. Il finlandese fu sbalzato di sella e cadde rovinosamente sull'asfalto, finendo poi investito dalle moto che sopraggiungevano. Oltre a Pasolini e Saarinen, per i quali non ci fu niente da fare, caddero a terra altri dodici piloti, alcuni dei quali gravemente feriti. La gara fu annullata, così come quelle della classe 500 (prevista alle 16.30) e dei sidecar (ore 18).
Le cause dell'incidente furono molteplici: la pericolosità del circuito, circondato da guard-rail e con un asfalto in cattive condizioni; l'olio in pista, perso dalla Benelli di Walter Villa durante la gara della 350 e non tolto (alcuni giornalisti che lo fecero notare al direttore di gara furono consegnati alla Polizia come "facinorosi", mentre il pilota John Dodds fu minacciato di essere trattenuto e di non partecipare alla gara); il grippaggio della moto di Pasolini (certificato da una perizia del Tribunale);
L'8 luglio, quarantanove giorni dopo il GP, durante la gara del campionato italiano juniores della classe 500, gara in programma prima della "500 km di Monza", morirono nello stesso punto di Pasolini e Saarinen altri tre centauri, Renato Galtrucco, Carlo Chionio e Renzo Colombini. A seguito di questi incidenti non vi furono gare motociclistiche sul circuito brianzolo per due anni e il "Nazioni" ritornò a Monza solo nel 1981.

## Classe 350

### Arrivati al traguardo
| Pos | Pilota             | Moto            | Tempo     | Punti |
| --- | ------------------ | --------------- | --------- | ----- |
| 1   | Giacomo Agostini   | MV Agusta       | 42:05.500 | 15    |
| 2   | Teuvo Länsivuori   | Yamaha          | +9.800    | 12    |
| 3   | Kent Andersson     | Yamaha          | +40.500   | 10    |
| 4   | John Dodds         | Yamaha          | +41.400   | 8     |
| 5   | Walter Villa       | Benelli         | +54.600   | 6     |
| 6   | Werner Pfirter     | Yamaha          | +1:05.400 | 5     |
| 7   | Dieter Braun       | Yamaha          | +1:06.600 | 4     |
| 8   | Mario Lega         | Yamaha          | +1:10.400 | 3     |
| 9   | Mick Grant         | Yamaha          | +1:13.400 | 2     |
| 10  | Gyula Marsovszky   | Yamaha          | +1:47.100 | 1     |
| 11  | Víctor Palomo      | Yamaha          | +1 giro   |       |
| 12  | Marcel Ankoné      | Yamaha          | +1 giro   |       |
| 13  | Armando Toracca    | Yamaha          | +1 giro   |       |
| 14  | Kurt-Ivan Carlsson | Yamaha          | +1 giro   |       |
| 15  | Leo Bovee          | Yamaha          | +1 giro   |       |
| 16  | Ferruccio Bonalumi | Yamaha          | +1 giro   |       |
| 17  | Gianfranco Bonera  | Harley-Davidson | +2 giri   |       |

### Ritirati
| Pilota              | Moto            |
| ------------------- | --------------- |
| Renzo Pasolini      | Harley-Davidson |
| Phil Read           | MV Agusta       |
| Silvio Grassetti    | MZ              |
| Giovanni Proni      | Yamaha          |
| Giovanni Provenzano | Yamaha          |
| Bruno Kneubühler    | Yamaha          |
| Luigi Torelli       | Yamaha          |
| Chas Mortimer       | Yamaha          |
| Rob Bron            | Yamaha          |
| Vittorio Gornati    | Yamaha          |
| Mangione            | Yamaha          |

## Classe 125

### Arrivati al traguardo
| Pos | Pilota             | Moto            | Tempo     | Punti |
| --- | ------------------ | --------------- | --------- | ----- |
| 1   | Kent Andersson     | Yamaha          | 32:11.300 | 15    |
| 2   | Jos Schurgers      | Bridgestone     | +19.800   | 12    |
| 3   | Eugenio Lazzarini  | Piovaticci      | +55.100   | 10    |
| 4   | Horst Seel         | Maico           | +1:09.300 | 8     |
| 5   | Pier Paolo Bianchi | Yamaha          | +1:19.800 | 6     |
| 6   | Harald Bartol      | Suzuki          | +1:24.700 | 5     |
| 7   | Gert Bender        | Maico           | +1:43.100 | 4     |
| 8   | Luigi Rinaudo      | Yamaha          | +1:44.800 | 3     |
| 9   | Gianni Ribuffo     | LGM             | +1 giro   | 2     |
| 10  | Rudolf Weiss       | Maico           | +1 giro   | 1     |
| 11  | Sergio Fainelli    | Harley-Davidson | +1 giro   |       |
| 12  | Franco Cottafavi   | Yamaha          | +1 giro   |       |
| 13  | Antonio Vinci      | Harley-Davidson | +1 giro   |       |
| 14  | Andrea Fornaro     | Harley-Davidson | +2 giri   |       |

### Ritirati
| Pilota             | Moto            |
| ------------------ | --------------- |
| Ángel Nieto        | Morbidelli      |
| Otello Buscherini  | Malanca         |
| Börje Jansson      | Maico           |
| Chas Mortimer      | Yamaha          |
| Hans-Jürgen Hummel | Yamaha          |
| Rolf Minhoff       | Maico           |
| Sergio Magnani     | Yamaha          |
| Paolo Pileri       | DRS             |
| Ryszard Mankiewicz | MZ              |
| Guido Mancini      | Maico           |
| Franco Lombrici    | Harley-Davidson |
| Carlo Giovanardi   | Maico           |
| Giuseppe Consalvi  | Harley-Davidson |
| Dante Ascari       | Yamaha          |
| Herbert Rittberger | Yamaha          |

## Classe 50

### Arrivati al traguardo
| Pos | Pilota              | Moto       | Tempo     | Punti |
| --- | ------------------- | ---------- | --------- | ----- |
| 1   | Jan de Vries        | Kreidler   | 22:34.500 | 15    |
| 2   | Bruno Kneubühler    | Kreidler   | +22.900   | 12    |
| 3   | Gerhard Thurow      | Kreidler   | +49.900   | 10    |
| 4   | Theo Timmer         | Jamathi    | +1:08.300 | 8     |
| 5   | Jan Huberts         | Kreidler   | +1:08.800 | 6     |
| 6   | Ulrich Graf         | Kreidler   | +1:33.000 | 5     |
| 7   | Jaime Alguersuari   | Derbi      | +1:44.000 | 4     |
| 8   | Herbert Rittberger  | Kreidler   | +1:44.500 | 3     |
| 9   | Claudio Lusuardi    | Moto Villa | +1:44.600 | 2     |
| 10  | Stefan Dörflinger   | Kreidler   | +1:49.000 | 1     |
| 11  | Juan Pares          | Derbi      | +2:18.2   |       |
| 12  | Juan Bordons        | Derbi      | +2:18.8   |       |
| 13  | Harald Bartol       | Kreidler   | +2:29.9   |       |
| 14  | Pier Paolo Bianchi  | Tomos      | +1 giro   |       |
| 15  | Guido Mancini       | Ringhini   | +1 giro   |       |
| 16  | Josef Kullmer       | Derbi      | +2 giri   |       |
| 17  | Aldo Maggi Cipriani | Tomos      | +2 giri   |       |

### Ritirati
| Pilota             | Moto     |
| ------------------ | -------- |
| Rudolf Kunz        | Kreidler |
| Jan Bruins         | Monark   |
| Henk van Kessel    | Kreidler |
| Benjamín Grau      | Derbi    |
| Mario Pavone       | Guazzoni |
| Michele Cannizzaro | Guazzoni |
| Mario Francioni    | Ringhini |
| Giancarlo Bolelli  | Tomos    |

### Non qualificato
| Pilota          | Moto     |
| --------------- | -------- |
| Luciano Gazzola | Guazzoni |